# رالف مولر
رالف مولر (انگلیسی: Ralf Möller؛ زادهٔ ۱۲ ژانویهٔ ۱۹۵۹) یک هنرپیشه اهل آلمان است.
از فیلم‌ها یا برنامه‌های تلویزیونی که وی در آن نقش داشته است می‌توان به گلادیاتور، سرباز جهانی، سایبورگ، رهیاب و پستی اشاره کرد.